# Bogdan Dobrev
Bogdan Dobrev (på bulgarsk: Богдан Добрев) (født 29. juli 1957) er en bulgarsk tidligere roer.
Dobrev vandt, som del af den bulgarske dobbeltfirer, bronze ved OL 1980 i Moskva. Bådens øvrige besætning var Mintjo Nikolov, Ljubomir Petrov og Ivo Rusev. Bulgarerne fik bronze efter en finale, hvor Østtyskland vandt guld, mens Sovjetunionen tog bronzemedaljerne.

## OL-medaljer
- 1980:  Bronze i dobbeltfirer